# 39 pr. n. št.
39 pr. n. št. je bilo po julijanskem koledarju navadno leto, ki se je začelo na petek, soboto ali nedeljo, ali pa prestopno leto, ki se je začelo na soboto (različni viri navajajo različne podatke). Po proleptičnem julijanskem koledarju je bilo navadno leto, ki se je začelo na soboto.
V rimskem svetu je bilo znano kot leto sokonzulstva Cenzorina in Sabina, pa tudi kot leto 715 ab urbe condita.
Oznaka 39 pr. Kr. oz. 39 AC (Ante Christum, »pred Kristusom«), zdaj posodobljeno v 39 pr. n. št., se uporablja od srednjega veka, ko se je uveljavilo številčenje po sistemu Anno Domini.

## Dogodki
- Sekst Pompej se okliče za Neptunovega sina, z Mizenskim sporazumom ga Drugi triumvirat prizna kot vladarja Sicilije, Sardinije, Korzike in Peloponeza. V zameno Sekst Pompej obljubi dobavo žita Rimu in prekine pomorsko blokado Rimske Italije.

## Rojstva
- Antonija Starejša, rimska plemkinja († pred 25)
- Julija Starejša, rimska plemkinja († 14)

## Smrti
- Kvint Labien, rimski general